# Howard Cruse
Howard Cruse (ur. 2 maja 1944 w Springville, Alabama, zm. 26 listopada 2019) – amerykański twórca komiksów, założyciel i redaktor magazynu Gay Comix.
Urodził się w rodzinie kaznodziei z Alabamy. Rysunkiem zajął się już w czasach szkoły średniej, z tego okresu pochodzą jego pierwsze publikacje, między innymi w The Baptist Student. Opublikował w prasie wiele stripów komiksowych z cyklów Barefootz i Wendel, wydał też kilka samodzielnych albumów. Za powieść graficzną Stuck Rubber Baby otrzymał w 2002 roku wyróżnienie Prix de la Critique na festiwalu w Angoulême.
Od trzydziestu lat był związany z aktywistą politycznym Edem Sederbaumem. Mieszka w stanie Massachusetts.

## Publikacje
- 1985 – Wendel.
- 1986 – Howard Cruse's Barefootz.
- 1987 – Dancin' Nekkid with the Angels.
- 1989 – Wendel on the Rebound.
- 1990 – Early Barefootz.
- 1995 – Stuck Rubber Baby.
- 2001 – Wendel All Together.
- 2009 – From Headrack to Claude.